# Никола Георгиев (литературен критик)
Вижте пояснителната страница за други личности с името Никола Георгиев.
Никола Георгиев Георгиев е български литературен критик, структуралист, културолог, фолклорист, есеист, публицист, общественик. Професор в Софийския университет.

## Биография
Роден е на 24 ноември 1937 г. в Казанлък, в семейство на гимназиални учители. През 1944 г. започва образованието си в Карлово. Завършва 32 средно смесено училище „Климент Охридски“ в София (1956). В периода 1956-1961 г. следва  българска и английска филология в Софийския държавен университет, където слуша лектори като Любомир Андрейчин и Мирослав Янакиев. През 1961 г. завършва българска филология със защита на дипломна работа за връзката между психология на литературното творчество и литературната история с научен ръководител акад. Пантелей Зарев.
През 1972 г. защитава дисертация на тема „Лириката. Развой на понятието. Същност“. През 1976 г. издава доцентския си хабилитационен труд върху структурата и стилистиката на българската народна песен и на следващата 1977 г. се хабилитира.
През 1988 г. за него в Софийския университет е обявен професорски конкурс, но той отказва да се яви, защото е убеден, че конкурсът ще се проведе във време на „несправедливи социални условия“. Става професор на 16 февруари 1995 г., когато вече е защитил и втората си дисертация.
През лятото на 1989 г. участва в конференция в Кардиф, Уелс. Вместо да се завърне в родината, кандидатства за политическо убежище. Прекратява емигрантството си и се завръща в София едва през пролетта на 1990 г., след като в България са започнали реални политически промени.
Той е доктор на филологическите науки с дисертация на тема „Цитиращият човек в художествената литература“ (1995), професор по теория на литературата в Софийския университет (1995). Ръководител на Катедрата по теория на литературата към Факултета по славянски филологии (1991 – 1995). Лектор по български език и литература в университетите в Прага, Санкт Петербург, Залцбург, Кардиф, Лондон, Киев, Пенсилвания.
Чете лекции по обща теория на литературата и културата, поетика, реторика, анализ на литературното произведение, стихознание, фолклор, руска литература, литературознанието на XX век. Въвежда нови тенденции и подходи в интерпретацията на отделните творби. Изследвания на проф. Никола Георгиев са публикувани в множество чуждестранни издания – на немски, полски, словашки, чешки, сърбо-хърватски език.
Доктор хонорис кауза на Пловдивския университет „Паисий Хилендарски“. Носител на Хердерова награда (2000) и на Националната награда за литературна критика „Иван Радославов и Иван Мешеков“ (1987).

## Архив
Архивът му се съхранява в Нов български университет.